# 亚洲合作对话
亚洲合作对话（英語： / 简称：）是一个成立于2002年6月18日的政府间组织，其秘书处设在科威特。亚洲合作对话旨在促进大陆层面上的亚洲合作，并协助整合东南亚国家联盟、海湾阿拉伯国家合作委员会、欧亚经济联盟、上海合作组织和南亚区域合作联盟等独立的区域组织。它是第一个覆盖整个亚洲的国际组织。

## 组织历史
亚洲合作对话的设想最初诞生于2000年9月17日至20日在菲律宾首都马尼拉所召开的第一届亚洲政党国际会议，由时任泰爱泰党副主席素拉杰·沙提拉泰代表该党主席兼时任泰国总理的他信·西那瓦提出。有人建议亚洲作为一个大陆应该有自己的论坛来讨论全亚洲的合作。随后，在2001年7月23日至24日在越南河内市举行的第34届东盟外长会议和2002年2月20日至21日在泰国普吉市举行的东盟外长非正式会议期间，正式提出了亚洲合作对话的构想。
| 届 | 地点     | 日期                 |
| -- | -------- | -------------------- |
| 1  | 七岩     | 2002年6月18日－19日  |
| 2  | 清迈     | 2003年6月21日－22日  |
| 3  | 青岛     | 2004年6月21日－22日  |
| 4  | 伊斯兰堡 | 2005年4月4日－6日    |
| 5  | 多哈     | 2006年5月23日－24日  |
| 6  | 首尔     | 2007年6月5日－6日    |
| 7  | 阿斯塔纳 | 2008年10月16日－17日 |
| 8  | 科伦坡   | 2009年10月15日－16日 |
| 9  | 德黑兰   | 2010年11月8日－9日   |
| 10 | 科威特城 | 2012年10月10日－11日 |
| 11 | 杜尚别   | 2013年3月29日        |
| 12 | 麦纳麦   | 2013年11月26日       |
| 13 | 利雅得   | 2014年11月25日       |
| 14 | 曼谷     | 2016年3月9日－10日   |
| 15 | 阿布扎比 | 2017年1月16日－17日  |
| 16 | 多哈     | 2019年5月1日         |
| 17 | 安卡拉   | 2021年1月21日        |

| 届 | 地点     | 日期                 |
| -- | -------- | -------------------- |
| 1  | 科威特城 | 2012年10月15日－17日 |
| 2  | 曼谷     | 2016年10月8日－10日  |
| 3  | 多哈     | 2023年               |

## 组织目标
亚洲合作对话的主要目标是：
1. 通过确定亚洲的共同优势和机会，促进亚洲国家在所有合作领域的相互依存，减少贫困和改善亚洲人民的生活质量，同时在亚洲发展知识型社会并增强社区和人民的权能；
2. 扩大亚洲内部的贸易和金融市场，提高亚洲国家的议价能力以代替竞争，进而提高亚洲在全球市场的经济竞争力；
3. 作为亚洲合作的缺失环节，通过补充现有合作框架以发挥亚洲潜力和优势，成为其他地区可行的合作伙伴；
4. 将亚洲大陆转变为亚洲共同体，能够在更平等的基础上与世界其他地区互动，为共同和平与繁荣做出更积极的贡献。

## 组织会员

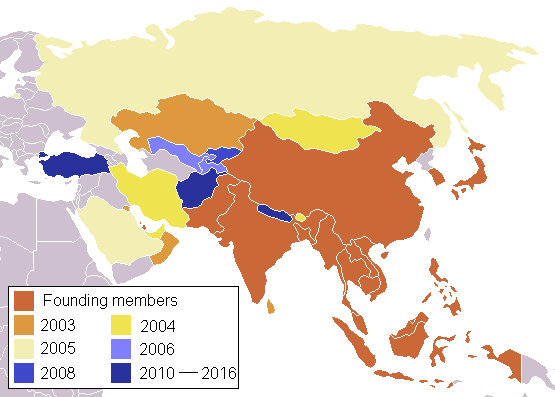
亚洲合作对话会员国及扩张示意图

| 国家                                    | 加入日期       | 所属其他区域组织                |
| --------------------------------------- | -------------- | ------------------------------- |
| 巴林王国                                | 2002年6月18日  | 海合会 / 阿盟                   |
| 孟加拉人民共和国                        | 2002年6月18日  | 南盟 / BIMSTEC                  |
| 文莱达鲁萨兰国                          | 2002年6月18日  | 东盟                            |
| 柬埔寨王国                              | 2002年6月18日  | 东盟 / MGC                      |
| 中华人民共和国                          | 2002年6月18日  | 上合组织                        |
| 印度共和国                              | 2002年6月18日  | 南盟 / BIMSTEC / MGC / 上合组织 |
| 印度尼西亚共和国                        | 2002年6月18日  | 东盟                            |
| 日本国                                  | 2002年6月18日  | —                               |
| 大韩民国                                | 2002年6月18日  | —                               |
| 老挝人民民主共和国                      | 2002年6月18日  | 东盟 / MGC                      |
| 马来西亚                                | 2002年6月18日  | 东盟                            |
| 缅甸联邦共和国                          | 2002年6月18日  | 东盟 / BIMSTEC / MGC            |
| 巴基斯坦伊斯兰共和国                    | 2002年6月18日  | 南盟 / 上合组织 / ECO           |
| 菲律宾共和国                            | 2002年6月18日  | 东盟                            |
| 卡塔尔国                                | 2002年6月18日  | 海合会 / 阿盟                   |
| 新加坡共和国                            | 2002年6月18日  | 东盟                            |
| 泰王国                                  | 2002年6月18日  | 东盟 / MGC / BIMSTEC            |
| 越南社会主义共和国                      | 2002年6月18日  | 东盟 / MGC                      |
| 哈萨克斯坦共和国b                       | 2003年6月21日  | 独联体 / ECO / 上合组织         |
| 科威特国                                | 2003年6月21日  | 海合会 / 阿盟                   |
| 阿曼苏丹国                              | 2003年6月21日  | 海合会 / 阿盟                   |
| 斯里兰卡民主社会主义共和国              | 2003年6月21日  | 南盟 / BIMSTEC                  |
| 伊朗伊斯兰共和国                        | 2004年6月21日  | ECO                             |
| 蒙古国                                  | 2004年6月21日  | —                               |
| 阿拉伯联合酋长国                        | 2004年6月21日  | 海合会 / 阿盟                   |
| 不丹王国a                               | 2004年9月27日  | 南盟 / BIMSTEC                  |
| 俄罗斯联邦b                             | 2005年4月4日   | 独联体 / ECO / 欧洲委员会       |
| 沙特阿拉伯王国                          | 2005年4月4日   | 海合会 / 阿盟                   |
| 塔吉克斯坦共和国                        | 2006年6月5日   | 独联体 / ECO / 上合组织         |
| 乌兹别克斯坦共和国                      | 2006年6月5日   | 独联体 / ECO / 上合组织         |
| 吉尔吉斯共和国                          | 2008年10月16日 | 独联体 / ECO / 上合组织         |
| 阿富汗伊斯兰酋长国                      | 2012年10月17日 | 南盟 / ECO                      |
| 土耳其共和国bc                          | 2013年9月26日  | 欧洲委员会 / ECO / 北约         |
| 尼泊尔联邦民主共和国                    | 2016年3月10日  | 南盟 / BIMSTEC                  |
| 巴勒斯坦国                              | 2019年5月1日   | 阿盟                            |
| 注： 1. c土耳其自1999年便是欧盟候选国。 |                |                                 |